# 日本街头时尚
日本的街头时尚风格多样，融合了日本当地风格和外来元素。其中一些风格独具一帜、前衛，与欧洲T台上的高级定制时装类似。 从1997年起，青木正一就在日本有名的街头时尚杂志《Fruits》中用鏡头记录了日本时尚的发展和潮流风向标的变化。 
2003年，日本Hip-hop开始对日本主流时尚产生影响。Hip-hop音乐的影响力极大，东京的年轻人开始模仿Hip-hop偶像的穿着风格，套上了松松垮垮的超大外套，热衷于将皮肤晒成小麦色。 

## 现代日本街头时尚
时尚总是随时间变换，但街头时尚至今在东京依然风头不减。年轻人常常穿着次文化元素的服装出现在都市时尚区，例如原宿，银座，御台场，新宿區，涩谷等地。 

### 萝莉塔

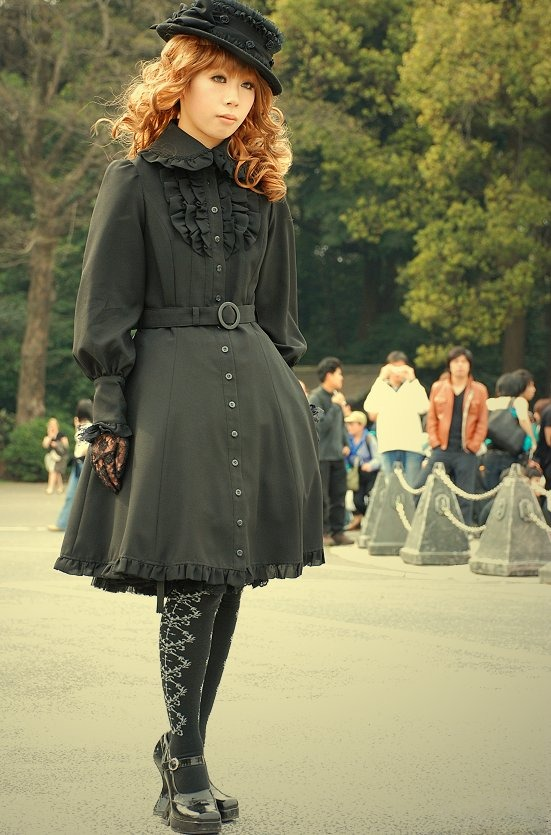
哥特萝莉塔

包含众多主题的萝莉塔风格成为了日本街头时尚中一种辨识度和人气较高的风格，如今在世界范围内也受到了关注。萝莉塔风格中几种较为出名的风格包括以下几种：  
- 哥德萝莉塔 - 深受西方及维多利亚时期哥德风格影响的萝莉风。代表元素包括深沉的颜色，十字架图案，蝙蝠和蜘蛛图案，及其他流行的哥德代表元素。维多利亚时代的铁门和建筑设计也常出现在连衣裙的印花上。半身裙通常是及膝长度，内里搭配衬裙，让裙摆更蓬松。上衣和衬衫均以维多利亚风格的蕾丝边或荷叶边装饰。穿上及膝袜和靴子，别上胸针，带上无边帽，撑一把太阳伞，这就完成了一身哥德萝莉风格的装扮了。
- 甜美萝莉塔 － 最童真的萝莉塔风格，代表元素包括小动物图案，童话主题及具无辜感、童真感的服装，深受维多利亚时代孩童的装束和爱丽丝梦游仙境里的服饰搭配的影响。Hello Kitty, 轻松熊和其他可爱的流行人物在甜美萝莉塔风格中深受欢迎。 多使用温柔的浅色系，同时包括黑色、深红色和蓝色的哑色系也经常出现。大蝴蝶结头饰，可爱的小包，优雅的阳伞和洋娃娃均为甜美萝莉塔风格中深受欢迎的饰品。
- 庞克萝莉塔 - 一种试验性的风格，将庞克文化融入进萝莉塔。有时候看起来很杂乱，甚至疯狂，但仍有萝莉塔风格的影子。
- 古典萝莉塔是一种很传统的萝莉塔风格。这种风格体现出更成熟的风采，多使用浅色，如蓝色、绿色、红色等。
- Kodona, 也叫王子风, 是萝莉塔中带有男性元素的风格，深受维多利亚时期男孩着装的影响。短款卡普里风格的“王子裤”长度刚到膝盖，通常会有蕾丝裤边等细节点缀，搭配男性风格短上衣、礼帽／膝袜等。.[3]

### Kuroi系
Kuroi系(日文. 黒い虹, 意为“黑色彩虹”) 这种街头时尚产生于2012年，创始人是大崎坊。这种风格主要是将彩虹和黑色混合在一起，将可爱元素和怪异元素融为一体。(Kuroi Niji Facebook) (Bou Osaki Facebook)

### Gyaru系

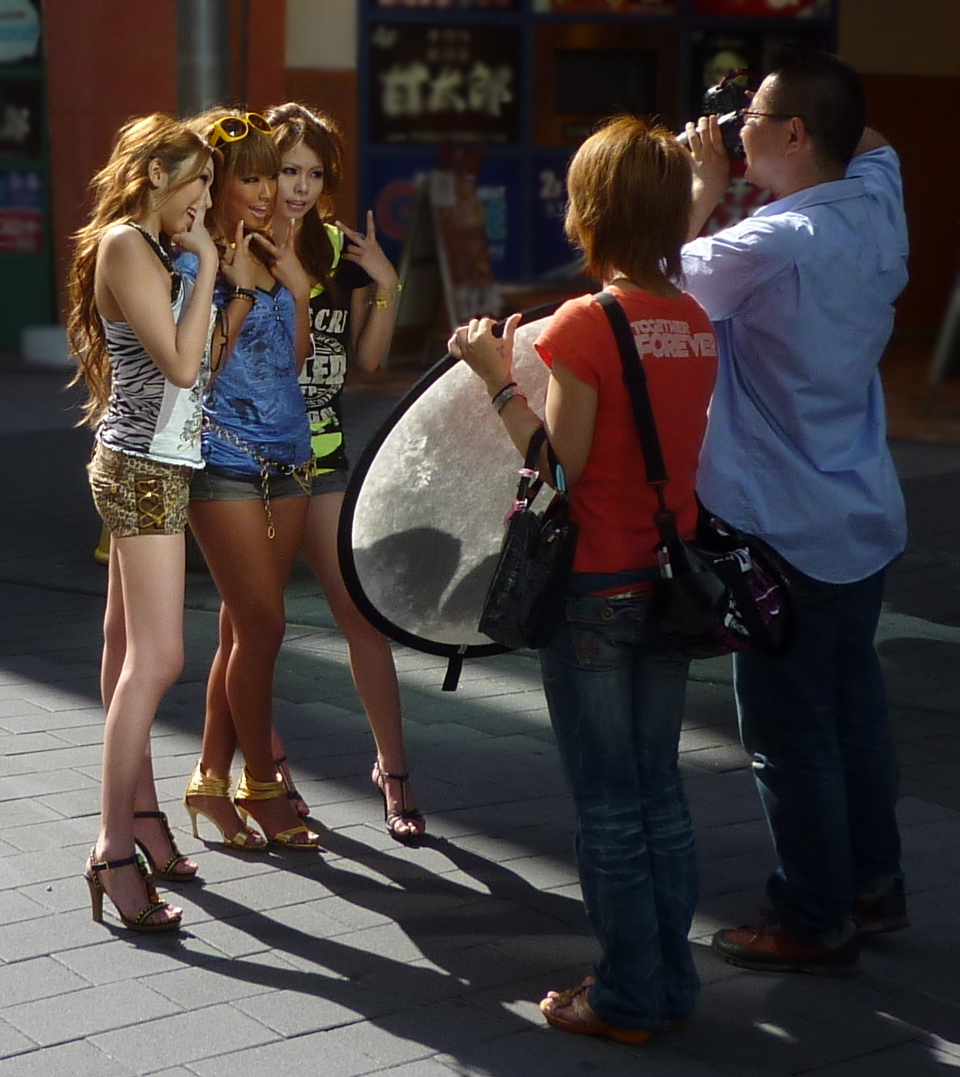
2009年在池袋拍照的Gyaru系女生

Gyaru系, 也称为日本黑妹（ganguro）。日本黑妹实际上是gyaru系中的一个小类, 产生于20世纪70年代。Gyaru系注重展示女孩魅力的打扮，多使用人造物品如假发、假睫毛、指甲贴等。Gyaru系深受西方时尚风格的影响。 

### Ganguro系

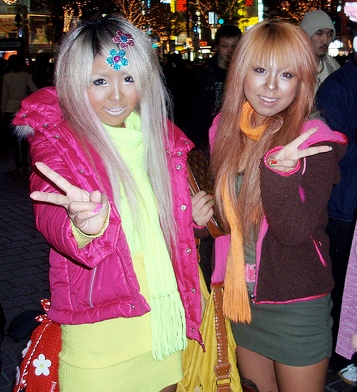
2008年4月在东京的日本黑妹

日本黑妹风格流行于20世纪90年代，在21世纪初盛极一时。黑妹风格从属于gyaru系，典型元素包括亮色系衣服、迷你短裙、扎染纱笼。其他元素还包括漂染的头发、黑皮肤、假睫毛、黑色和白色的眼线、手镯、耳环、戒指、项链和带有防水台的鞋子。

### Kogal系

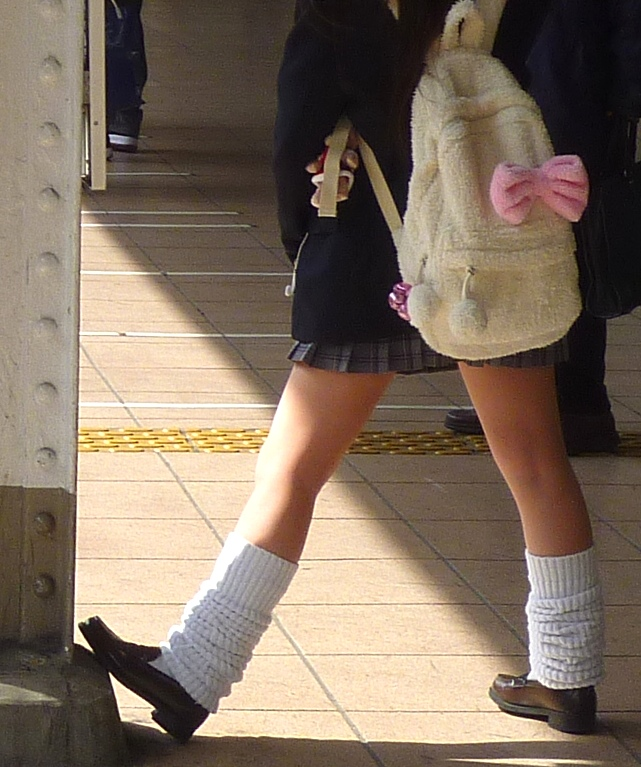
穿着泡泡袜和超短裙的kogal系女生

Kogal系（也作kogyaru）灵感来自于高中校服，搭配比校服裙更短的超短裙、泡泡襪，通常头发需要染色，并且配以围巾。Kogal系女生有时称她们自己为辣妹（gyaru）。这种风格在90年代盛行，但之后便不再流行。

### 暴走族

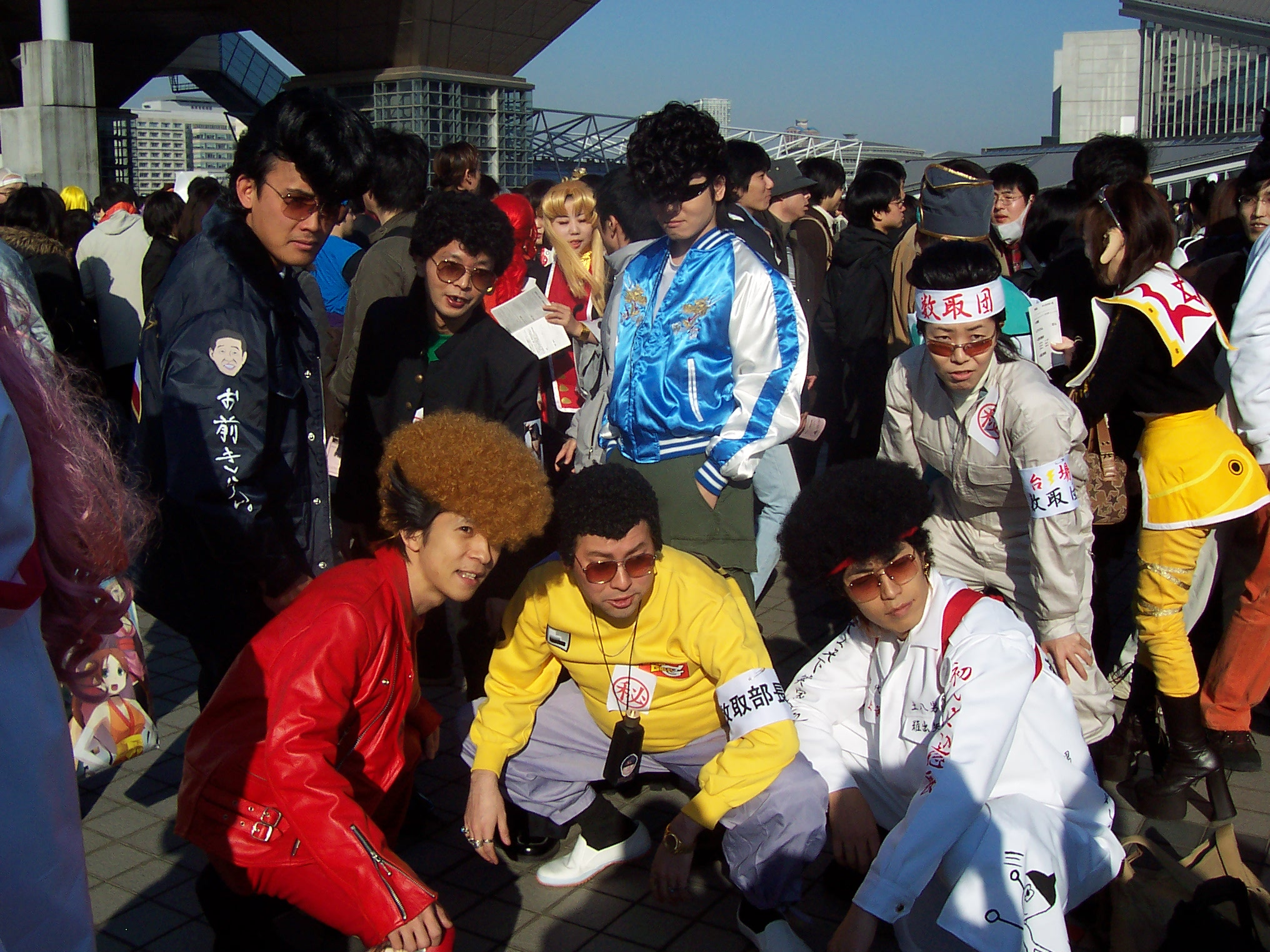
穿着暴走族服饰的日本cosplay变装者

暴走族风格在90年代前不受欢迎，典型的暴走族装扮基本是出现在书本描写、漫画中，在日本动漫、漫画和电影中能找到暴走族形象。典型的暴走族成员会身着制服，包括类似体力劳动者穿着连身衣裤，特攻服（tokko-fuku），印着日本汉字的军人外套。 通常敞开穿着，内里不搭汗衫，展示缠着绷带的身体，下身着匹配的宽松裤装，裤脚塞在高筒靴中。

### 德可拉
德可拉风格出现于20世纪后期、21世纪初，在日本国内国外都聚集了大量人气。服饰通常为黑色、深粉色或婴儿粉，其他荧光色也同样可以使用。简单的衬衣或连帽衫搭配短裙穿着。发型（绑成低马尾，留有长刘海）和妆容趋向于简单朴素的风格。德可拉风格最显眼的地方在于大量使用可爱的配饰，直到它们基本盖住下层的刘海和衬衣，也会叠穿长袜、护腿、袖套、及膝袜。一些常见的细节包括豹纹图案和牙齿面具图案。虽然在国外德可拉风格依然广受欢迎，但在日本国内，德可拉在21世纪前10年便逐渐被仙女系（fairy kei）和OTT萝莉塔风格融合和取代。

### 视觉系
20世纪80年代中期，日本的音乐家开创了视觉系着一风格。这种风格强调夸张的妆容，怪异的发型和绚丽的服装，类似于西方華麗搖滾和華麗金屬的风格。雙性性格是这种风格中相当受欢迎的一个元素。视觉系著名的艺术家包括：X Japan, 月之海, Versailles, The Gazette, Mejibray, Royz, 彩虹乐团, An Cafe, Malice Mizer, and Diaura.

### Oshare系
oshare系是视觉系的一种，被视为是所有风格中最时髦、最前卫的一种风格。它强调混搭不同的图案、亮色和庞克元素来形成一个独特的着装风格。跟视觉系不同的是，oshare系的妆容少了一丝夸张，只着重强调眼妆的部分。脸部穿环也十分常见。和视觉系一样。oshare系也深受音乐家的影响，包括 An Cafe, Panic Channel, Ichigo69, Lolita23q, SuG, Delacroix, LM.C, and Aicle.

### 暗黑系
暗黑系是视觉系中最黑暗的风格。 服装颜色基本为黑色，装饰有铆钉和链条。妆容很浓，以黑色为主。暗黑系常被视为摩登哥特风。和上文提到的两种风格一样，暗黑系同样深受地下音乐的影响，一些较为出名的艺术家包括：MUCC, Floppy, Guniw Tools, Metronome and Nookicky. 

### 邪教系
邪教系一名来源于原宿一家叫做邪教（cult party）的店（现在店名改为Virgin Mary），这是基于西方宗教物品（如十字架、圣经等）创造出的一种风格。常见的一些元素包括：用纱线绕成的十字架，柔和色彩衣物的叠穿，大量的奶油色蕾丝花边，绸缎蝴蝶结和圣经图案印花。妆容和发型没有上述提到的风格那么夸张。事实上，邪教系妆容通常趋向于裸妆，没有过分强调眼妆，发型也是简单的风格。邪教系也被视为娃娃系的一种。

### 娃娃系
娃娃系深受中世纪和欧洲童话的影响，尤其是格林兄弟和安徒生的作品。它使用很多古着风衣物，有时带有宗教元素。位于日本的魔法书这家店被看作是“娃娃系时尚背后的先锋服装店”。

### 仙女系

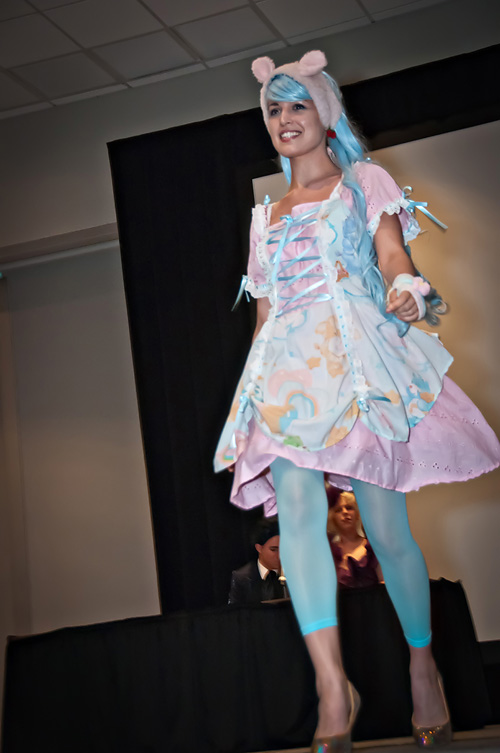
穿着爱心熊服装的模特

仙女系是一种童真的风格。服饰多使用柔和浅色（如薰衣草色、婴儿蓝、浅粉色、薄荷绿、嫩黄色等），同时也有20世纪80年代和90年代初西方玩具中的天使、玩具和婴儿主题的元素和饰品出现，如小马宝莉、草莓妹妹、彩虹仙子、popples、lady lovely locks、芭比、wuzzles和爱心熊。浅发色也很常见，自然发色也同样受欢迎，发型多为简单的风格，装饰以可爱和浅色的饰品。蝴蝶结的使用很常见。仙女系一词来源于zipper杂志。（尽管大众认为这个词是东京一家名为spank!的时装店的老板sauri tabuchi提出的，实际上这家店只是偶然成为仙女系的创始）。.

### 森女系
森女系服饰多使用柔软的面料，宽松的剪裁重叠穿搭，比如飘逸的连衣裙和开襟衫。强调使用天然的面料（如棉、亚麻、羊毛），以自然为主题的手工制作或古董饰品。服饰颜色多为浅色和中性色，格纹和花色的图案也经常出现。发型方面，烫卷的刘海和辫子很受欢迎。森女系和仙女系类似，两种风格都试图创造出娃娃一样的外形，但森女系更随性，更与自然元素挂钩。總歸說，「森女」的穿著打扮、生活形態等，更貼近森林裡那種輕鬆愜意的感覺。

### 和服风
日本时尚深受历史文化影响，现在在日本街头，尤其是银座，还能看到身着和服的日本人。日本人依然会在特殊和重要场合穿上和服，如成人礼、葬礼等。年轻一代会将和服和其他现代元素混搭，形成独特的时尚风格。他们通常在他们自己的风格中混搭和服，比如将传统的篮子包换成设计师品牌包，或者将木屐换成高跟鞋。有些设计师甚至受和服启发设计出新的系列，如三宅一生的TANZEN 系列。

## 时尚产业和流行品牌
日本街头时尚强调不同风格元素的混搭，没有一种固定的风格一直受所有人的青睐，人们对时尚敏感度很高，因此产生的大量需求都被蓬勃的时尚产业支持着。三宅一生、山本耀司和川久保玲常被认为是日本时尚的三个奠基石品牌的時裝設計師。因为大量单色产品的运用和前沿时髦的剪裁，在80年代，它们被看作是日本时尚先锋。 
早在二十世纪五十年代，日本就出现了一些专注街头时尚的品牌，如鬼冢株式会社（现在被称作ASICS），但是直到九十年代，街头时尚品牌才蓬勃发展起来。最受欢迎的日本品牌包括：A Bathing Ape，Comme des Garçons, Kenzo, Evisu, Head Porter, OriginalFake, 优衣库，Neighborhood Technical Apparel, Visvim, WTAPs, Undercover, mastermind Japan, Number (N)ine and Hysteric Glamour。街头时尚品牌经常和高人气艺术家、设计师合作推出服饰系列，也会推出限量款作为一种销售手段。也有专门针对一种风格的时尚品牌，如Angelic pretty是洛丽塔风格服饰，Sex Pot Revenge是专做庞克风。
日本对于外国奢侈品品牌的购买力同样很强。2006年的数据显示，全世界奢侈品消费中有41%来自日本。巴宝莉的蓝线在日本尤其受欢迎。

## 国际影响
美国西海岸深受日本街头时尚的影响。从八十年代起，Comme des Garçons等高端时尚品牌在世界时尚产业中一直拥有一席之地，尤其是通过和其他品牌的合作设计。2008年，川久保玲为路易威登和H&M设计了服饰系列。 
Tomoko Yamanaka的设计作品在2010伦敦时装周上展出。

## 社会动力
促进日本时尚发展的因素很复杂。首先，日本年轻一代收入中可支配的部分比重很大，许多人称这是由于日本年轻人都跟父母一起住，从而减少了生活开支。此外，六、七十年代年轻人文化的兴起和流行一直延续至今（尤其在原宿一代），让年轻人不停追逐新鲜、不同的穿着打扮。八十年代的经济繁荣形成的消费主义是另外一个重要原因，虽然后来泡沫经济破碎，这个因素依然影响着人们对于追求时尚的热情。这些因素导致了不同时期时尚风格的变化.。